# Dick Advocaat
Dirk Advocaat (prononcé en néerlandais : [ˈdɪk ˌɑtfoːˈkaːt]), dit Dick Advocaat, né le 27 septembre 1947 à La Haye aux Pays-Bas, est un footballeur néerlandais devenu entraîneur.

## Biographie
Dick Advocaat évolue comme milieu de terrain défensif à ADO La Haye (1966-1973 et 1979-1980), Roda JC (1973-1976), VVV Venlo (1976-1979), Chicago Sting aux États-Unis (1979 et 1980), Sparta Rotterdam (1980-1982), K Berchem Sport en Belgique (1982-1983) et le FC Utrecht (1983-1984).
Il commence sa carrière d'entraîneur en 1984, comme assistant du sélectionneur de l'équipe des Pays-Bas Rinus Michels, avant de devenir entraîneur principal du HFC Haarlem. Puis il rejoint le SVV bv Schiedam, club qu'il fait monter en Division 1 en 1990.
Un an avant l'Euro 92, Dick Advocaat revient comme assistant de Rinus Michels: les Pays-Bas atteignent les demi-finales, éliminés par le Danemark, futur vainqueur du tournoi, aux tirs au but après un partage, 2-2. Il devient le sélectionneur national lors du départ de Michels. Il conduit alors l'équipe néerlandaise jusqu'aux quarts de finale de la Coupe du monde 1994, battue 2-3 par le Brésil, lui aussi futur lauréat de l'épreuve.
De 1995 à 1998, il dirige les joueurs du PSV Eindhoven et remporte la Coupe puis le championnat des Pays-Bas.
Il continue sa carrière d'entraîneur en Écosse, où il passe deux saisons exceptionnelles, remportant deux doublés Coupe-Championnat consécutifs avec les Glasgow Rangers.
Il dirige de nouveau l'équipe des Pays-Bas et conduit les Oranje en demi-finale de l'Euro 2004 où ils sont battus par leurs hôtes portugais, 1-2. Après cette défaite, il rejoint les Allemands du Borussia Mönchengladbach, pour une saison.
En juillet 2005, il devient sélectionneur des Émirats arabes unis puis rejoint dès septembre la sélection de Corée du Sud pour la préparation de la Coupe du monde 2006.
Il entraîne temporairement l'Ajax Amsterdam en décembre 2005 avant de rejoindre le Zénith Saint-Pétersbourg en juillet 2006. Sous sa houlette, les Russes remportent leur championnat en 2007 puis la Coupe UEFA 2007-2008. Il est limogé pour manque de résultats en août 2009.
Le 1er octobre 2009, Dick Advocaat devient sélectionneur de l'équipe de Belgique.
Lors de son premier match en tant qu'entraîneur des Diables Rouges, il réussit une super entrée avec une victoire 2-0 sur la Turquie déjà éliminée et redonne ainsi espoir aux supporters belges pour l'Euro 2012.
Le 6 décembre 2009, il prend en main l'équipe néerlandaise de AZ Alkmaar conjointement avec l'équipe de Belgique. Le jeudi 15 avril 2010, Dick Advocaat annonce à l'Union belge de football qu'il quitte les diables rouges avec effet immédiat. Alors que l'Union belge déclare qu'elle se sent trahie, qualifiant la façon d'agir d'Advocaat « humainement et professionnellement totalement inacceptable », celui-ci explique que le défi sportif est plus intéressant en Russie et qu'il ne comprend pas ce lynchage médiatique. Il déclare également qu'il n'a « pas perdu son temps en un an et les Diables Rouges non plus » et qu'il considère Marc Wilmots comme « le successeur idéal ».
Le 17 novembre 2010, les Diables Rouges ont battu la Russie de Dick Advocaat à Voronej en match amical sur le score de 0-2. Néanmoins, sous son aile, la Russie prend un nouvel élan. Advocaat qualifie la Russie pour l'Euro en finissant aisément en tête de son groupe de qualification. Il la garde invaincue 16 matchs, la dote d'une culture offensive très prometteuse et écrase l'Italie sur le score de 3-0 en préparation ce qui vaut aux Russes d'aborder la compétition en outsider. Le premier match est très facilement remporté face aux Tchèques 4-1, ce qui place les Russes en favoris de la compétition. Contre la Pologne, les hommes de Dick Advocaat réalisent la même performance en première mi-temps, mais en ne concrétisant qu'un but et à la rentrée des vestiaires, la Pologne arrache le nul (1-1). Contre la Grèce, la Russie passe au travers, manquant cruellement de réalisme offensif et encaissant un but sur une rare offensive grecque (0-1). La Russie est ainsi éliminée prématurément ce qui déçoit grandement les supporters russes.
Le 10 mai 2012, Advocaat signe un contrat d'un an en faveur du PSV Eindhoven. Il quitte donc ses fonctions de sélectionneur de la Russie et prend les rênes du club néerlandais au début de juillet 2012. Il quitte le club néerlandais à la fin de la saison 2012-2013 après une deuxième place en championnat.
En 2014, Advocaat signe un contrat de deux ans avec la Serbie. Après un nul prometteur contre la France (1-1), la sélection serbe arrache le nul de justesse contre une Arménie réduite par les blessures (1-1) avant d'enchaîner un match face à l'Albanie marqué par le survol d'un drône faisant voler un drapeau de la Grande Albanie. La provocation albanaise entraîne une bagarre entre les joueurs albanais et les supporters serbes qui aboutit à l'arrêt définitif du match. La Serbie se voit accorder une victoire sur tapis vert mais avec le retrait des points relatifs à la victoire (3-0). Ce match avorté est un véritable poids pour la suite des éliminatoires. La Serbie connaît une défaite contre le Danemark (1-3) et Dick Advocaat décide de démissionner au vu de l'ambiance lourde. Il refuse ses mois de salaire depuis juillet, préférant que l'argent lui étant destiné profite au football serbe. Sur appel des fédérations de Serbie et d'Albanie, le tribunal arbitral du sport (TAS) condamne la décision de l'UEFA et offre les trois points à l'Albanie tout en maintenant les trois points de pénalité à la Serbie.
Le 17 mars 2015, il succède à Gustavo Poyet et devient le nouvel entraineur de Sunderland, avec pour mission de maintenir le club en Premier League. Il dirige son premier match le 21 mars 2015, en déplacement à West Ham United (défaite 1-0). Sunderland se maintient en Premier League mais Advocaat démissionne le 4 octobre 2015 à la suite des mauvais résultats des Black Cats, le club étant alors 19e et n'ayant toujours pas remporté de match.
Le 16 août 2016, Dick Advocaat devient le nouvel entraîneur du club turc de Fenerbahçe avant d'être nommé sélectionneur des Pays-Bas pour la troisième fois dès la fin du championnat turc en juin 2017.
Le 30 octobre 2019, il est nommé entraîneur du Feyenoord Rotterdam.
Le 31 juillet 2021, Dick Advocaat devient sélectionneur de l'équipe d'Irak, avec pour mission de qualifier les Lions de Mésopotamie pour la Coupe du monde 2022.
Le 23 novembre 2021 Advocaat et la Fédération d'Irak de football ont mis fin à leur coopération d'un commun accord à cause des résultats insuffisants dans les éliminatoires de la CM 2022.
En janvier 2024, il est nommé sélectionneur de Curaçao (CONCACAF).

## Palmarès
- Champion des Pays-Bas en 1997 avec le PSV Eindhoven
- Vainqueur de la Coupe des Pays-Bas de football en 1996 avec le PSV Eindhoven
- Vainqueur de la Supercoupe des Pays-Bas en 1997 et 1998 avec le PSV Eindhoven
- Champion d'Écosse en 1999 et 2000 avec Rangers FC
- Vainqueur de la Coupe d'Écosse en 1999 et 2000 avec Rangers FC
- Vainqueur de la Coupe de la Ligue écossaise en 1999 avec Rangers FC
- Champion de Russie en 2007 avec le Zénith Saint-Pétersbourg
- Vainqueur de la Supercoupe de Russie en 2008 avec le Zénith Saint-Pétersbourg
- Vainqueur de la Coupe UEFA en 2008 avec le Zénith Saint-Pétersbourg
- Vainqueur de la Supercoupe de l'UEFA en 2008 avec le Zénith Saint-Pétersbourg